# 1964 în literatură
Anul 1964 în literatură a implicat o serie de evenimente și cărți noi semnificative. 

## Cărți noi

### Ficțiune
- Chinua Achebe – Arrow of God
- José Agustín – La Tumba
- Lloyd Alexander – The Book of Three
- Poul Anderson – Time and Stars
- Louis Auchincloss – The Rector of Justin
- J. G. Ballard – The Terminal Beach
- Simone de Beauvoir – A Very Easy Death (Une Mort très douce)
- Saul Bellow – Herzog
- Thomas Berger – Little Big Man
- Leigh Brackett
  - People of the Talisman
  - The Secret of Sinharat
- Ray Bradbury – The Machineries of Joy
- John Braine – The Jealous God
- Richard Brautigan – A Confederate General From Big Sur
- John Brunner
  - To Conquer Chaos
  - The Whole Man
- Edgar Rice Burroughs – Tarzan and the Madman
- William S. Burroughs - Nova Express
- J. Ramsey Campbell – The Inhabitant of the Lake and Less Welcome Tenants
- John Dickson Carr – Most Secret
- Agatha Christie – A Caribbean Mystery
- Louis-Ferdinand Céline – London Bridge: Guignol's Band II
- A. J. Cronin – A Song of Sixpence
- Len Deighton – Funeral in Berlin
- August Derleth (editor) – Over the Edge
- Michel Droit – Le Retour
- Ralph Ellison – Shadow and Act
- Ian Fleming – You Only Live Twice
- Max Frisch – Gantenbein
- Daniel F. Galouye - Simulacron-3 (Counterfeit World)
- William Golding – The Spire
- Bohumil Hrabal – Dancing Lessons for the Advanced in Age (Taneční hodiny pro starší a pokročilé)
- Carl Jacobi – Portraits in Moonlight
- B. S. Johnson – Albert Angelo
- Ken Kesey – Sometimes a Great Notion
- Richard E. Kim – The Martyred
- Etienne Leroux – Een vir Azazel (One for Azazel, translated as One for the Devil)
- Liang Yusheng (梁羽生) – Datang Youxia Zhuan (大唐游俠傳)
- H. P. Lovecraft – At the Mountains of Madness and Other Novels
- John D. MacDonald
  - The Deep Blue Good-by
  - A Purple Place For Dying
  - The Quick Red Fox
- Iris Murdoch – The Italian Girl
- Sterling North – Rascal
- Vladimir Nabokov  – The Defense
- Ngũgĩ wa Thiong'o (also known as James Ngigi) – Weep Not, Child
- Kenzaburō Ōe (大江 健三郎) – A Personal Matter (個人的な体験; Kojinteki na taiken)
- Anthony Powell – The Valley of Bones
- Mario Puzo – Fortunate Pilgrim
- Ellery Queen – And On the Eighth Day
- Jean Ray – Saint-Judas-de-la-nuit
- Ruth Rendell – From Doon With Death
- Karl Ristikivi – Imede saar
- Hubert Selby Jr. – Last Exit to Brooklyn
- Ryōtarō Shiba (司馬 遼太郎) – Moeyo Ken (燃えよ剣, Burn, O Sword)
- Clark Ashton Smith – Tales of Science and Sorcery
- Wilbur Smith – When the Lion Feeds
- Rex Stout
  - Trio for Blunt Instruments
  - A Right to Die
- Leon Uris – Armageddon
- Jack Vance
  - The Houses of Iszm
  - The Killing Machine
  - Star King
- Gore Vidal – Julian
- Irving Wallace – The Man
- Raymond Williams – Second Generation
- Maia Wojciechowska – Shadow of a Bull

## Premii
- Premiul Nobel pentru Literatură: